# حقوق الإنسان في أوغندا
تُعنى حقوق الإنسان في أوغندا بالصعوبات التي تواجه تحقيق معايير الحقوق الدولية لجميع المواطنين. تتركز هذه الصعوبات في توفير مرافق الصرف الصحي المناسبة والنزوح الداخلي وتطوير بنية تحتية مناسبة. ومع ذلك، فإن أوغندا تتقدّم، وفقا لشبكة الإغاثة (ريليف ويب) الراعية للعمل الإنساني - 2012، في هذا المجال تقدمًا ملحوظًا.
بعد الحملة الانتخابية التي شهدت منافسة شرسة، أعيد انتخاب الرئيس يوري موسيفيني في منصبه واعترفت منظمة العفو الدولية بنزاهة إعادة انتخابه انتخابًا مستقلًا. على الرغم من التحقق من نزاهة نتائج الانتخابات، أعربت منظمة العفو الدولية عن قلقها إزاء أعمال العنف التي أثارتها الانتخابات والقيود المفروضة على حرية الصحافة.

## الصراع في الشمال
منذ أن بدأت مختلف الجماعات المتمردة في قتال حكومة الرئيس يويري موسيفيني، ابتداء من أغسطس 1986، شُرِد حوالي مليوني أوغندي وقتل عشرات الآلاف. منذ عام 1987، اختطف جيش الرب للمقاومة ما يقدربـ 67000 طفلًا لاستخدامهم كجنود أطفال أو كعبيد.
أدى توقيع اتفاق وقف الأعمال القتالية في عام 2006 بعد الحملة الناجحة التي نفذتها قوات الدفاع الشعبية الأوغندية إلى إنهاء عنف جيش الرب للمقاومة في أوغندا.
أهلك الصراع الماضي في شمال البلاد بين قوة الدفاع الشعبية الأوغندية (UPDF) وجيش الرب للمقاومة (LRA) الاقتصاد، وأعاق تنمية المناطق المتضررة وأدى إلى العديد من الانتهاكات الصارخة لحقوق الإنسان. تركزت هذه الانتهاكات على سوء حالة الطوارئ المقدمة للنازحين داخليًا والذين يفرون من منازلهم لتجنّب جيش الرب للمقاومة. منذ توقيع اتفاقية القتال منذ 6 سنوات، عاد الكثير من هؤلاء النازحين إلى ديارهم ويجري تنفيذ برنامج لإعادة التأهيل وإعادة التطوير. وأقرّ كل من الحكومة الأوغندية والأمم المتحدة بأن هذا عمل مستمر وأنه يجب إجراء تحسينات كبيرة. في هذا الصدد، أُطلِقَ برنامج لإعادة التأهيل.

## اضطهاد المثليين جنسيًا
في أكتوبر 2009، تم تقديم مشروع قانون في البرلمان الأوغندي بعنوان «مشروع قانون مكافحة المثلية الجنسية لعام 2009» يطالب بفرض عقوبات أشد على المثليين جنسيًا، ومن ضمن العقوبات عقوبة الإعدام. وفقًا لصيغة القانون الأصلية عند تقديمه، يتطلب مشروع القانون هذا أيضًا أن يُطلب من أي مواطن يشتبه كون أحدهم مثليًا تبليغ الشرطة عنه، وإلا سيغرّم أو يسجن لفترة من الزمن أيضًا. ذهب مشروع القانون المقترح بعيدًا إلى درجة منع المالكين من استئجار شخص معروٌف عنه ميوله المثلي، وحظر أي نقاش في الأماكن العامة حول المثلية.
عارض المجتمع الدولي بشدة تقديم مشروع القانون هذا وأعرب عن مخاوفه من حقيقة أنه قد يصبح قانونًا، فيما وصف رئيس الولايات المتحدة باراك اوباما القانون «بالكريه». نتيجة للضغوط الدولية المتزايدة، لم يتخطَ مشروع القانون مرحلة العرض على اللجنة.
في 24 فبراير 2014 وقّع الرئيس يوري موسيفيني مشروع «قانون مكافحة المثلية الجنسية» ليصبح قانونًا. ومع ذلك، فقد كان يبذل قصارى جهده للإشارة إلى أن الحكم بعقوبة الإعدام قد تم البت فيه باعتباره غير ضروري وأُزيل من مشروع القانون في مرحلة اللجان في الدورة البرلمانية الثامنة. وعلى هذا الأساس، فإن مشروع القانون بصيغته المقدمة إلى الدورة البرلمانية التاسعة، لم يتضمن نصًا على عقوبة الإعدام.
لا يزال مشروع القانون هذا منتقدًا ومثيرًا للجدل على نحو واسع. وقد قوبل مرة أخرى بإدانة واسعة. أصدرت الحكومة الأوغندية في ردها على هذه الإدانة بيانًا تشير فيه إلى أن مشروع القانون كان بمثابة مشروع قانون خاص للأعضاء وأنه لا يحظى بدعم الحكومة.
في 24 فبراير 2014 وقّع الرئيس يوري موسيفيني مشروع «قانون مكافحة المثلية الجنسية» ليصبح قانونًا. في اليوم التالي نشرت الصحيفة الصفراء «الفلفل الأحمر» قائمة تضم 200 يزعم أنهم من الرجال المثليين.
في أعقاب تشديد مشروع القانون علّقت عدة دول صناعية غربية، من بينها السويد والولايات المتحدة وهولندا، مساعداتها إلى أوغندا، وأجّل البنك الدولي قرضًا قيمته 90 مليون دولار للنظام الرعاية الصحية في أوغندا بسبب القانون.

## الانتهاكات على أيدي قوات الأمن الأوغندية
«في 14 يونيو / حزيران [2003] اعتقل ضباط [الوحدة الخضراء لمكافحة جرائم الجريمة العنيفة] نسانجي موريسيدي البالغ من العمر 29 عامًا، وذلك للاشتباه في أنه سهّل لأصدقاءه ارتكاب السرقة وللزعم بحيازته لسلاح. حاول الأقارب عبثًا زيارته أثناء التوقيف. في 18 يونيو، تلقى المحامي الذي يمثل الأسرة تأكيدًا لوفاته في التوقيف أثناء وجوده في مقرات وحدة مكافحة جرائم الجريمة العنيفة (VCCU) في بلدة كيريكا، إحدى ضواحي كمبالا. أثبتت شهادة الوفاة أن سبب الوفاة هو فقدان السوائل والدم على نطاق واسع ونزيف حاد في المخ وحروق عميقة وواسعة على الأرداف. كما تحمل الجسم 14 جرحًاعميقًا. في أكتوبر، أبلغ وزير الداخلية منظمة العفو الدولية عن إجراء تحقيق، لكن لم يبلّغ عن أي تقدم لاحقًا.»

## الحرية السياسية
في أبريل 2005، قُبِض على عضوين معارضين في البرلمان بسبب ما يعتقد أنها تهٌم ذات دوافع سياسية. العضوان هما رونالد ريغان أوكومو ومايكل نيكو أوكولا، اللذان ينتميان إلى حزب منتدى التغيير الديمقراطي (FDC). اعتُقِد أن الحركة تشكل أكبر تهديد على إعادة انتخاب الرئيس يويري موسيفيني في عام 2006.
وقد رشّح أبرز معارض للرئيس موسيفيني، كيزا بيسيجي، نفسه للمنصب ثلاث مرات وهُزم في كل مرة. بمناسبة هزيمته الأخيرة (انتخابات 2011)، دعا كيزا بيسيجي جميع أعضاء حزب منتدى التغيير الديمقراطي (FDC) إلى مقاطعة البرلمان وعدم شغل مقاعدهم عقب انتخابهم. ورفض أعضاء الحزب من FDC الانصياع لذلك وتنحّى كيزا بيسيجي عن منصبه كزعيم للحزب. يعد بيسيجي شخصية سياسية بارزة وأبلغ عن العديد من الحوادث التي انتهكت حريته السياسية. على وجه الخصوص في عام 2011، حين وُضع بيسيجي رهن الاعتقال الاحتياطي، إلا أنه أُفرج عنه على الفور لأن هذا الاعتقال اعتبر غير قانوني من قبل المحاكم الأوغندية.

## حرية الصحافة
تواصل الأجهزة الحكومية التعدي على حقوق الميم في أوغندا، كما هو الحال في العديد من البلدان الأفريقية.
في أواخر عام 2002، أغلق الجيش والشرطة صحيفة مونيتور المستقلة مؤقتًا. استمر تعرّض صحفيي الصحيفة للهجوم في عام 2004، وأدان متحدث باسم قوات الدفاع الشعبية الأوغندية (UPDF) اثنين من الصحفيين بوصفهما «متعاونين مع المتمردين».
في فبراير 2004، حكمت المحكمة العليا بأن التهمة هي مجرد «نشر أخبار كاذبة» باطلة وغير دستورية.
في عام 2005، صنفت أوغندا في المرتبة 13 من بين أكثر الصحف حرية في 48 دولة أفريقية جنوب الصحراء الكبرى في عام 2010، احتلت أوغندا المرتبة 15.
في اليوم الرابع والعشرين من يناير 2012، زعم صحفي مصور يدعى عصام قاسماني في تقرير صحفي أنه تعرض لإطلاق نار عليه كان ضابط شرطة مصدره أثناء تغطيته لمسيرة معارضة. وقد طُلب على الفور إجراء تحقيق مستقل في هذا الحادث وخلص تقرير مستقل أكمله مواطن أجنبي إلى أنه لم يُطلق أي ذخيرة حية في التاريخ المذكور. عند نشر هذا التقرير، أعرب الوزير الأوغندي هون. جيمس بابا  عن قلقه إزاء معايير الإبلاغ في ملابسات الحوادث وأعلن عن نيته النظر عن كثب في تنظيم وسائل الإعلام. ويعد هذا مصدر قلٍق دولي.
في نوفمبر 2012، أفاد جون سيسجاوا، المخرج المشارك للمسرحية الناقدة «حالة الأمة»، أن مجلس الإعلام الأوغندي قرر حظر أية عروض أخرى. وقال سيسجاوا إن شركة الإنتاج المسرحي ستواصل تنظيم الإنتاج وتتحدى الحظر.

## عمالة الأطفال
وفقا لوزارة العمل الأمريكية حققت أوغندا تقدمًا كبيرًا في القضاء على أسوأ أشكال عمالة الأطفال في عام 2013. ومع ذلك، لا يزال الأطفال دون السن القانونية يمارسون أنشطة شاقة في الغالب في القطاع الزراعي وفي الاستغلال الجنسي التجاري. يشير تقرير الوزارة «نتائج أسوأ أشكال عمالة الأطفال» إلى أن 30٪ من الأطفال الذين تتراوح أعمارهم بين 5 إلى 14 عامًا هم أطفال عاملون وأن 95٪ منهم يعملون في القطاع الزراعي، ويتمثّل عملهم بجمع محاصيل القهوة والشاي وزراعة الأرز ورعي الماشية وصيد السمك من بين أنشطة أخرى. كما لوحظت حالات عمالة الأطفال في صناعة التعدين (صناعة الطوب وإنتاج الفحم النباتي) وفي قطاع الخدمات. وشملت الأشكال الفئوية لعمل الأطفال في أوغندا الاستغلال الجنسي والعسكري. في ديسمبر 2014، أصدرت الوزارة  «قائمة البضائع التي تنتجها عمالة الأطفال أو العمل القسري» أُدرِج فيها 10 سلع أوغندية. وشملت هذه السلع: الطوب والماشية والفحم والقهوة والأسماك والأرز وقصب السكر والشاي والتبغ.